# Піа Братіану
Піа (Пія, Каліопія) Бретіану (рум. Pia Brătianu, до шлюбу Плешояну, Pleşoianu; 1841-1920) — дружина Йона Бретіану, румунського політика.

## Біографія
Пія народилася в 1841 році містечку Плішть в родині Луки і Євгенії Плешояну, бояр з округу Валча. Її мати померла ще молодою від пологової гарячки при народженні другої дочки в 1842 році.
Каліопу з сестрою виростила їх бабуся Султана Капелеану. Вона вчилася в школі-інтернаті в місті Крайова. У 16 років осиротіла після смерті батька, залишившись під опікою своїх двох дядьків з консервативними поглядами, Янку Капелеану і Матея Владеску, які відіслали дівчину в монастир Schitul Ostrov в місті Келіменешть на піклування матері Максимильен, сестри Йона Бретіану. Познайомившись, вони одружилися 6 липня 1858 в цьому ж монастирі, попри різницю у 20 років і опозицію сім'ї Пії. Молода сім'я вирішила оселитися в Штефенешті, в одному з маєтків, яке дісталося Йону Бретіану після смерті його батька. В цьому ж році вони почали перебудову будинку і тимчасово жили в однієї з сестер Йона, Аніко Фурдуеску.
У перші роки після весілля на Пію дуже вплинула румунська журналістка шотландського походження Марія Розетті. Під враженням нового світу, що відкрився перед нею після одруження, вона побачила недоліки в своїй освіті і вирішила зайнятися самоосвітою: вона брала уроки французької мови, вивчала літературу, граматику і історію. Чоловік зголосився викладати їй уроки історії.

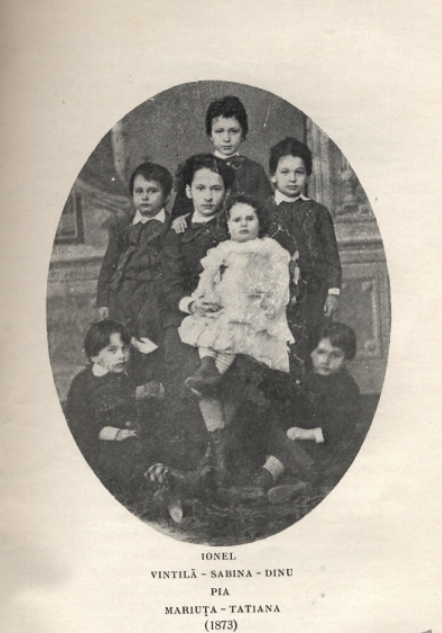
Діти Пії і Іона Бретіану

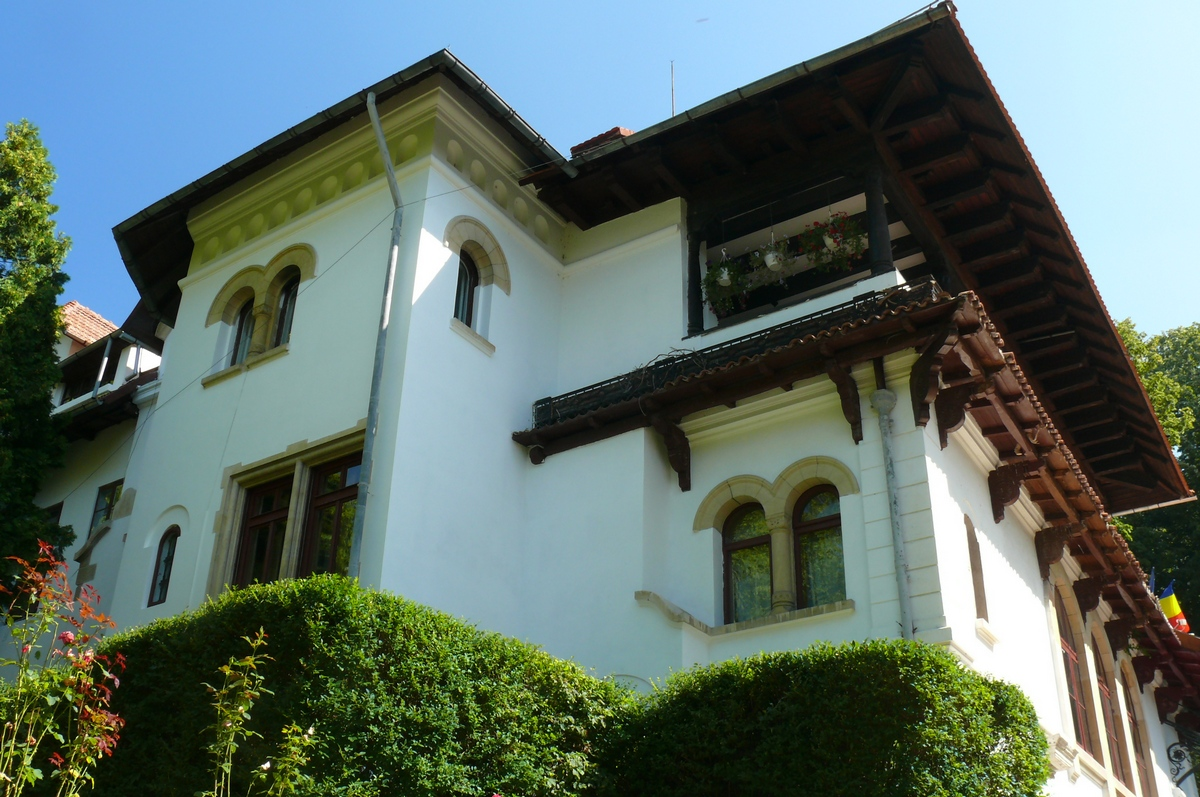
Культурний центр Florica

У шлюбі народила вісім дітей: три хлопчики і п'ять дівчаток. Перша з них, Флоріка, померла у 3 роки. На згадку про неї Йон Бретіану назвав резиденцію в Штефенешті на її честь. Інші діти: Сабина (1863-1941), Йонел (1864-1927), Діну (1866-1950), Вінтіле (1867-1930), Марія (1868-1945), Тетяна (1870-1940) і Піа (1872-1946). Двоє з синів: Йонел і Вінтіле — стали прем'єр-міністрами Румунії.
Померла в 1920 році в Бухаресті. В її честь назвали гімназію Școala Gimnazia в Бухаресті.